# Temafloxacină
Temafloxacina este un antibiotic din clasa fluorochinolonelor de generația a 3-a, care a fost utilizat în tratamentul infecțiilor bacteriene. Medicamentul a fost retras în 1992 datorită producerii fenomenelor alergice și a anemiei hemolitice.